# Più acqua che fuoco
Più acqua che fuoco è un singolo del cantautore italiano Brunori Sas, pubblicato il 30 maggio 2025 come sesto estratto dal sesto album in studio L'albero delle noci.

## Descrizione
Il brano è scritto dallo stesso cantautore con Riccardo Sinigallia, che ha anche curato la produzione, e già incluso come ottava traccia dell'album L'albero delle noci.

## Tracce
Testi e musiche di Dario Brunori e Riccardo Sinigallia.
1. Più acqua che fuoco – 3:03